# Сковятинский сельский совет
Сковятинский сельский совет (укр. Сков'ятинська сільська рада) — входит в состав
Борщёвского района
Тернопольской области
Украины.
Административный центр сельского совета находится в 
с. Сковятин.

## Населённые пункты совета
- с. Сковятин
- с. Шишковцы